# Denki-gai no Honya-san
Denki-Gai no Honya-san (デンキ街の本屋さん lit. Tienda de libros de la Ciudad Electrónica?) es un manga creado por Asato Mizu y publicado en la revista Monthly Comic Flapper de Media Factory desde julio de 2011. La serie finalizó en la edición de diciembre de 2017 de la revista, siendo compilada en un total de 15 volúmenes tankōbon. Una adaptación al anime fue producida por el estudio Shin-Ei Animation y dirigida por Masafumi Sato, salió al aire en Japón en octubre de 2014.

## Argumento
Umio es un chico tímido, que acaba de empezar su trabajo a tiempo parcial en una tienda de manga llamada Uma no Hone en el centro de la ciudad. Pero su estilo de vida no es tan glamuroso como las luces de neón que iluminan la ciudad. Los amigos más cercanos de Umio son sus compañeros de trabajo que son personajes muy singulares, por decir lo menos, y aunque son buena gente, tienen sus peculiaridades. Son grupo muy unido de amigos, todos tienen apodos puestos por los demás y pasan sus fines de semana en casa.

## Personajes
Umio (海雄?)
 Seiyū: Ryōta Ōsaka
Miembro de Umanohone, es un muchacho que admira enormemente las novelas, mangas y juegos eróticos, tiene un gran conocimiento sobre dichos temas hasta los últimos detalles y tiende a enojarse cuando alguien menosprecia alguno de estos temas. Es capaz de pasar una noche entera hablando de sus temas favoritos sin importarle que todos en la habitación estén durmiendo.
A lo largo de la serie desarrolla sentimientos románticos por Sensei, quien es también la mangaka que más admira, por lo que en ocasiones acude en su ayuda cuando apenas puede cumplir con sus plazos de entrega. Esto les lleva en más de una ocasión a situaciones embarazosas. El romance entre ellos es más bien cómico debido al carácter torpe y vergonzoso de los dos.
Kantoku (カントク?)
 Seiyū: Yoshitsugu Matsuoka
Es el que está al mando de Umanohone (Kantoku es un apodo que significa director), y se le conoce como el miembro más pervertido, irritante y aprovechado de todos. Su actitud es calmada y no parece afectarle casi nada, es por eso que siempre toma el mando de las situaciones críticas. Suele molestar a Hiotan a menudo, burlándose de ella y haciéndole bromas pervertidas para su vergüenza, pero según Tsumorin esta es su manera de actuar con las personas que le gustan, por lo que se entiende que está enamorado de Hiotan.
Por otro lado, detrás de esa actitud molesta e irritante resulta ser alguien muy atento y siempre intenta echar una mano cuando los demás compañeros tienen algún problema. Es especialmente atento con Hiotan, hasta el punto de faltar al trabajo para visitarla cuando estuvo resfriada.
Fue novio de Tsumorin en el pasado por lo que la conoce muy bien, pero en la actualidad no está interesado en ella y le demuestra una actitud algo fría y antipática.
Hiotan (ひおたん?)
 Seiyū: Natsumi Takamori
Miembro de Umanohone, es rubia, de baja estatura y un poco torpe. Es la senpai de Umio. Cuando siente vergüenza le es muy difícil hablar y negar las acusaciones sobre ella. Trata de vengarse de la vergüenza que le provocan otras personas pero siempre le sale mal y termina más avergonzada. Tiende a sacar conclusiones apresuradas y a decir cosas sin pensar, empeorando la situación más de lo que ya esta. Debido a su extremada vergüenza, Kantoku se aprovecha para burlarse, afirmando tener una colección de vídeos graciosos de ella.
A pesar de esto, se sabe que está enamorada de él, aunque no se da cuenta de este hecho hasta bastante más tarde, cuando empieza a sentir celos hacia Tsumorin por su excesiva cercanía con Kantoku. Su relación con este es bastante tierna y no tan cómica como la de Umio y Sensei, por lo que las escenas suelen ser bastante más maduras, siendo habitualmente Kantoku en que lleva la voz cantante.
Por otro lado, tiene una mente muy pervertida que se activa cuando ve cualquier cosa muy subjetiva como esferas o ropa interior muy ajustada, además de que recientemente ha empezado a leer yaoi, incitada por Kantoku.
Sensei (先生?)
 Seiyū: Minami Tsuda
Miembro de Umanohone, sendo su nombre de mangaka Jonataro, busca ser una profesional y a pesar de que a los mangakas se les llama sensei, su apodo se debe a que en su primer día de trabajo afirmó que superaría a sensei Senchiro Yagamigawa.
Duerme muy poco debido a que debe cumplir con los plazos de entrega de sus manuscritos y cuando se siente demasiado cansada se rehúsa a continuar dibujando y se comporta como una niña pequeña, la única capaz de calmarla en esos momento es Hiotan, aunque recientemente Umio también ha adquirido experiencia.
Es muy descuidada en cuanto a su dieta, ropa y modales, por lo que siempre recibe llamadas de atención de Tsumorin, que la regaña por no esforzarse por mejorar su extremadamente bajo encanto femenino. Este tema le ocasiona varios quebraderos de cabeza, sobre todo cuando sabe que va a ver a Umio, de quien está enamorada. Admira a Hiotan por su feminidad aparentemente casual.
Sommelier (ソムリエ Somurei?)
 Seiyū: Takahiro Tomita
Miembro de Umanohone, tiene la apariencia de ser el mayor del grupo, es muy fuerte pero muy callado y sus ojos rara vez se ven. Es el protagonista de las Reuniones Sommelier, donde la gente pasa a un escenario para que el las vea y les aconseje cual es el manga más apropiados para ellos solo usando la vista, de allí su apodo que significa "experto en vinos" pero en este caso "experto en mangas".
Siente un gran aprecio por Fu Girl y parece que se entristeció al escucharla pronunciar el nombre de Umio entre sueños y alegrándose cuando se dio cuenta de que ella solo veía a Umio como parte de sus fantasías sobre zombis.
Fu-Girl (腐ガール Fu Gāru?)
 Seiyū: Ayana Taketatsu
Miembro de Umanohone. Es una chica muy menuda, cabello color rojo y dientes picudos. Es la más adorable del grupo, es muy tímida y se suele pensar que va a primaria pero en realidad ya tiene 16 años. Suele perder los estribos cuando se emociona y comienza a insultar a todos aunque de una forma muy adorable.
Tiene una particular fijación por los zombis a tal punto que no puede evitar imaginar su ciudad invadida por zombis, situaciones de supervivencia y compraría una moto cierra si no fueran muy costosas. Tiene muy buena puntería afirmando que es muy fácil si imaginas que los enemigos son zombis. Incluso maquilló a Umio como un zombi para que lo ayudara a practicar para un apocalipsis, en este momento quedó claro que su apodo significaba "Chica Podrida". Cuando empieza a atacar sin control, se dice que entró en modo bestia. Muestra un especial aprecio por Sommelier y juntos crearon una fusión "Tanque Sommelier" usando a este último como escudo debido a su gran tamaño.
Hasta la fecha, es la única que ha conseguido besar a quien le gusta, aunque en ese momento Sommelier estaba inconsciente. No obstante, su romance no se destaca tanto como los otros dos, pero se entiende que es bastante maduro a pesar de la clara diferencia de edad.
Kameko (カメ子?)
 Seiyū: Mai Aizawa
Es una chica de cabello negro y esponjoso a lo afro que siempre tiene una cámara de fotos en las manos, y pasa la mitad del tiempo haciendo fotos de todo lo que encuentra interesante. Es la que pasa más desapercibida entre los miembros ya que los capítulos se enfocan más bien en las relaciones de las "parejas", por lo que tiene un protagonismo secundario, ya que no tiene una pareja definida. Aun así, se sabe que está enamorada de Kantoku aunque apenas se esfuerza por destacarse para él, según ella prefiere mantenerse apartada y se conforma con documentarlo todo.
Aun así, llegó a darle un chocolate a Kantoku por el Día de San Valentín, a lo que este le respondió regalándole en el "Día Blanco" un accesorio con forma de tortuga para la cámara.
Ero Hon G Men (エロ本Gメン?)
 Seiyū: Yū Kobayashi
Es una mujer cuya función es la de revisar las diferentes publicaciones y revistas porno que se venden en Uma no Hone, para que estén bien señalizadas y embolsadas. Tiende a confiscar mangas con la excusa de no estar correctamente señalizados, pero se descubre que es adicta al hentai y sobre todo al yaoi cuando acude a una de las Reuniones de Sommelier.
En su infancia era compañera de clase de Sommelier y solía acudir a una pequeña cabaña en un descampado donde leía revistas para adultos con algunos niños de su clase, entre los que estaban Sommelier, que ya por entonces tenía la habilidad de acertar con los gustos de las personas. Es debido a esta época de su vida que se aficionó al manga para adultos y se propuso trabajar en algo relacionado con eso.
Tsumorin (つもりん?)
 Seiyū: Satomi Satō
Es una autora de novelas ligeras y amante del cosplay que solía trabajar en Uma no Hone. Además de compañera de Kantoku, era también su novia, pero cortaron hace tiempo, aunque parece que aún no ha podido olvidarle. Sin embargo, lejos de entorpecer la relación entre su ex y Hiotan, los anima sutilmente a ambos, ya que siente que si Kantoku empieza a salir con otra persona podría olvidarse de él por fin.
Muestra una actitud femenina y calmada casi siempre, por lo que es objeto de admiración por parte de Sensei. Sin embargo, esto cambia cuando empieza a beber, volviéndose una molestia para quienes la acompañan.

## Contenido de la obra

### Manga
El manga fue escrito e ilustrado por Asato Mizu y publicado en la Monthly Comic Flapper desde enero de 2011 hasta noviembre de 2017. La serie fue compilada en un total de 15 volúmenes tankōbon. El 23 de septiembre de 2014 se publicó una guía (volumen 8.5) junto con el volumen 8 de la serie.
| Nombre                     | Japonés                | Fecha de publicación     | ISBN                   | Referencia |
| -------------------------- | ---------------------- | ------------------------ | ---------------------- | ---------- |
| Denki-Gai no Honya-san 1   | デンキ街の本屋さん 1   | 12 de noviembre de 2011  | ISBN 978-4-8401-4063-8 | [ 4 ]      |
| Denki-Gai no Honya-san 2   | デンキ街の本屋さん 2   | 23 de abril de 2012      | ISBN 978-4-8401-4458-2 | [ 5 ]      |
| Denki-Gai no Honya-san 3   | デンキ街の本屋さん 3   | 23 de agosto de 2012     | ISBN 978-4-8401-4713-2 | [ 6 ]      |
| Denki-Gai no Honya-san 4   | デンキ街の本屋さん 4   | 23 de enero de 2013      | ISBN 978-4-8401-4787-3 | [ 7 ]      |
| Denki-Gai no Honya-san 5   | デンキ街の本屋さん 5   | 23 de julio de 2013      | ISBN 978-4-8401-5089-7 | [ 8 ]      |
| Denki-Gai no Honya-san 6   | デンキ街の本屋さん 6   | 21 de diciembre de 2013  | ISBN 978-4-04-066148-3 | [ 9 ]      |
| Denki-Gai no Honya-san 7   | デンキ街の本屋さん 7   | 23 de mayo de 2014       | ISBN 978-4-04-066559-7 | [ 10 ]     |
| Denki-Gai no Honya-san 8   | デンキ街の本屋さん 8   | 23 de septiembre de 2014 | ISBN 978-4-04-066858-1 | [ 11 ]     |
| Denki-Gai no Honya-san 8.5 | デンキ街の本屋さん 8.5 | 23 de septiembre de 2014 | ISBN 978-4-04-066859-8 | [ 3 ]      |

### Anime
El anime será producido por el estudio Shin-Ei Animation y dirigida por Masafumi Sato, saldrá al aire en Japón en octubre de 2014.
| N.º | Título                                                    | Fecha de emisión        |
| --- | --------------------------------------------------------- | ----------------------- |
| 1   | «Amor y erotismo para todos Pesadilla antes del carnaval» | 2 de octubre de 2014    |
| 2   | «Hasta muy tarde en la noche»                             | 9 de octubre de 2014    |
| 3   | «A festejar»                                              | 16 de octubre de 2014   |
| 4   | «¿Por qué lo del "pop perdido"?»                          | 23 de octubre de 2014   |
| 5   | «Ropa interior en primavera»                              | 30 de octubre de 2014   |
| 6   | «Sin hogar»                                               | 6 de noviembre de 2014  |
| 7   | «A los baños termales...»                                 | 13 de noviembre de 2014 |
| 8   |                                                           | 20 de noviembre de 2014 |
| 9   |                                                           |                         |

### CD drama
Un CD drama titulado Denkigai no Honya-san Drama CD: Umanohone no Hitobito (デンキ街の本屋さんドラマCD～うまのほねの人々～?) fue producido por Hobirecords en agosto de 2013. Fue escrito por Asato Mizu y Chabō Higurashi.